# Menachem Bigelman
Menachem Bigelman (ur. 1919 w Warszawie, zm. 10 maja 1943 tamże) – żydowski działacz ruchu oporu w getcie warszawskim, uczestnik powstania w getcie.

## Życiorys
Był członkiem Droru i kibucu na ulicy Dzielnej 34 w Warszawie, a następnie Żydowskiej Organizacji Bojowej. Podczas powstania walczył w oddziale Berla Brojde w getcie centralnym. Był jednym z czternastu ocalałych z bunkra na Miłej 18 po ataku gazowym Niemców 8 maja 1943. Udało mu się uciec przez nieodkryte przez Niemców wyjście. 
Zginął 10 maja w starciu z Niemcami, gdy usiłował przedostać się kanałami na aryjską stronę.

## Upamiętnienie
- Nazwisko Menachema Bigelmana widnieje na tablicy pamiątkowej umieszczonej przy pomniku Ewakuacji Bojowników Getta Warszawskiego przy ulicy Prostej 51 w Warszawie.